# Läuferspiel
Beim Läuferspiel handelt es sich um eine Eröffnung des Schachspiels, die in mehrere Varianten unterteilt wird. Das Läuferspiel zählt zu den Offenen Spielen.
Das Läuferspiel beginnt mit den Zügen 1. e2–e4 e7–e5 2. Lf1–c4. Die am häufigsten gespielten Erwiderungen sind 2. … Sg8–f6, 2. … Lf8–c5, und 2. … Sb8–c6.
Das Läuferspiel ist eine solide Eröffnung mit einigen scharfen Varianten. Der Nachteil, dass Weiß sich mit 2. Lf1–c4 frühzeitig festlegt, wird dadurch kompensiert, dass Weiß einige andere Entwicklungsmöglichkeiten hat, z. B. kann sich Weiß nach 2. … Sg8–f6 entscheiden zwischen 3. d2–d4 und 3. d2–d3. Oft kann Weiß die Dame nach e2 oder einen Aufbau mit c2–c3, d2–d3 und Sb1–d2 entwickeln. Weiß hat die Wahl zwischen ruhigeren oder scharfen Varianten. Sie bietet Übergänge, z. B. durch 3. Sg1–f3 in das Königsspringerspiel oder z. B. in die Wiener Partie durch 3. Sb1–c3. Für den Französischen Schachmeister François-André Danican Philidor war sie die beste aller Eröffnungen. Das Läuferspiel wird heutzutage nur noch wenig gespielt.
Die Eröffnung ist unter den ECO-Codes C23–C24 zu finden.
Aus dem Läuferspiel leitet sich das Schäfermatt, ein häufiger Anfängerfehler ab: 1. e4 e5 2. Lc4 Sc6 3. Dh5 Sf6 4. Dxf7#

## Varianten

### 2. … Sb8–c6
Diese Erwiderung bietet oft Übergänge in andere Eröffnungen: 3. Sg1–f3 führt ins Königsspringerspiel, 3. Sb1–c3 führt in die Wiener Partie.
Nach 3. d2–d3 Sg8–f6 geht Weiß mit 4. Sb1–c3 in die Wiener Partie über, mit 4. Sg1–f3 in das Zweispringerspiel im Nachzuge. Eine Ausnahme bildet allerdings die Variante 3. f2–f4. Dieses Bauernopfer leitet ins Königsgambit über. Weiß hat gute Chancen für den Bauern genügend Kompensation und Raumvorteil zu erhalten.
3. … e5xf4 4. Sg1–f3 g7–g5 5. 0–0 Lf8–g7
(eine andere Möglichkeit für Schwarz wäre 5. … g5–g4 6. Sf3–e1 Lf8–c5+ 7. Kg1–h1 Dd8–g5. Nach 7. … Sc6–a5? 8. Lc4xf7+! Ke8xf7 9. Tf1xf4+ Kf7–e8 10. Dd1xg4 Dd8–e7 11. Dg4–h5+ jedoch bekam Weiß in Morch – Hansen, Kopenhagen 1954  einen unwiderstehlichen Angriff.)
6. d2–d4 d7–d6 7. c2–c3 h7–h6 ergibt die Hanstein-Variante des Königsspringergambits.

### 2. … Sg8–f6 (Berliner Verteidigung)
Neben Varianten, welche zu verwandten Eröffnungen wie dem Zweispringerspiel im Nachzuge durch 3. Sg1–f3 Sb8–c6 (3. … Sf6xe4 ist das Boden-Kieseritzky-Gambit der Russischen Verteidigung) oder durch 3. Sb1–c3 zur Wiener Partie und ihrer Frankenstein-Dracula-Variante führen können, gibt es noch andere Fortsetzungen:
das passive 3. d2–d3, welches c7–c6 4. Sg1–f3 d7–d5 zulässt ; 3. d2–d4, das Urusov-Gambit, (im englischen Sprachraum Ponziani’s Gambit genannt) ; 3. f2–f4 (im englischen Sprachraum Greco Gambit genannt), das die Erwiderung 3. … Sf6xe4 4. d2–d3 Se4–d6 bekommt.
Das Angenommene Urusov-Gambit mit 3. d2–d4 e5xd4 4. Sg1–f3 Sf6xe4 5. Dd1xd4 samt seinen drei Hauptvarianten – entsprechend dem fünften Zuge von Schwarz – ermöglicht Weiß trotz Verlusts eines Zentrumsbauern einen Tempo- und Raumgewinn erzielen zu können. Gutes Zusammenspiel der Figuren und bestmöglicher Einsatz ihrer Feuerkraft ergeben bei folgerichtiger Fortsetzung einen leichten Vorteil für Weiß.
Versucht Schwarz dieses Abspiel durch 4. … Sb8–c6 zu vermeiden, landet er in der Variante 4. d2–d4 e5xd4 des Zweispringerspiel im Nachzuge.

### 2. … c7–c6
Schwarz plant damit den Bauernzug d7–d5. Weiß kann dies mit 3. Dd1–e2 unterbinden, aggressives Spiel mit 3. d2–d4 entwickeln oder sich normal weiterentwickeln und damit 3. … d7–d5 zulassen.
- 3. Dd1–e2 In diesem Falle ist es für Schwarz möglich, den d-Bauern mit 3. … d7–d6 nur ein Feld nach vorne zu schieben, mit anderen Zügen solide weiterzuentwickeln oder mit 3. … Lf8–c5 zulassen, dass Weiß eine Kombination versuchen kann.
  - 3. … Lf8–c5 4. Lc4xf7+!? Ke8xf7 5. De2–c4+ d7–d5 6. Dc4xc5 d5xe4 7. Dc5xe5 Sg8–f6 (Diagramm). Nun hat Weiß einen Bauern gewonnen, aber zum Ausgleich erhält Schwarz starke Initiative, sodass Weiß nun sehr genau spielen muss. Zudem hemmt der schwarze e-Bauer die weiße Entwicklung. In der Partie Boharchirtuk – Fleischmann (Regensburg, 1946) folgte weiterhin 8. Sg1–e2 Tf8–e8 9. De5–d4 Dd8–c7 10. Sb1–c3 Lc8–f5 11. Se2–g3 Lf5–g6 12. Dd4–c4+ Kf7–f8 und Weiß hat das Gröbste überstanden. Statt 9. … Dd8–c7, wäre allerdings wohl Dd8xd4 angebracht gewesen, mit der Variante 10. Se2xd4 Te8–d8 11. Sd4–e2 Sb8–a6!? droht Sa6–b4 12. a2–a3 unklare Stellung, Weiß ist als Ausgleich für den Bauerngewinn in einem deutlichen Entwicklungsnachteil.

|   | a | b | c | d | e | f | g | h |   |
| 8 |   |   |   |   |   |   |   |   | 8 |
| 7 |   |   |   |   |   |   |   |   | 7 |
| 6 |   |   |   |   |   |   |   |   | 6 |
| 5 |   |   |   |   |   |   |   |   | 5 |
| 4 |   |   |   |   |   |   |   |   | 4 |
| 3 |   |   |   |   |   |   |   |   | 3 |
| 2 |   |   |   |   |   |   |   |   | 2 |
| 1 |   |   |   |   |   |   |   |   | 1 |
|   | a | b | c | d | e | f | g | h |   |

Stellung nach 7. … Sg8–f6
- 3. d2–d4!?
  - 3. … e5xd4?! 4. Dd1xd4 Die Dame lässt sich aufgrund des derzeit verstellten Feld c6 nur schwer vertreiben.
  - 3. … d7–d5 4. e4xd5 c6xd5 5. Lc4–b5+ Lc8–d7 6. Lb5xd7+ Sb8xd7 7. d4xe5 Sd7xe5 Danach entwickelt sich ein eher ruhiges Spiel, wobei Schwarz allerdings mit dem Manko des d-Isolani leben muss.

- 3. Sg1–f3 Weiß kann auch d7–d5 bewusst zulassen, um abzutauschen und seine Stärken in der Figurenentwicklung suchen. Z. B.: 3. … d7–d5 4. e4xd5 c6xd5 5. Lc4–b5+ Lc8–d7 6. Dd1–e2 mit ausgeglichener Stellung

### Sonstige Erwiderungen
- 2. … Lf8–c5 bietet einen Übergang ins Italienische: 3. Sg1–f3 Sb8–c6.

3. Dd1–h5 droht das Schäfermatt.
- 2. … f7–f5?!, das nach Gioacchino Greco benannte „Kalabrische Gegengambit“, gilt als riskante und zweischneidige Fortsetzung, weil Weiß mittels 3. Lc4xg8 Th8xg8 4. Dd1–h5+ g7–g6 5. Dh5xh7 Tg8–g7 6. Dh7–h8 die Zerstörung des schwarzen Königsflügel gelingt.
- 2. … b7–b5?! ist ein Bauernopfer, das Schwarz nicht weiter hilft: 3. Lc4xb5 c7–c6 4. Lb5–e2 d7–d5 5. e4xd5 c6xd5 6. d2–d4